# Bunchosia grandifolia
Bunchosia grandifolia là một loài thực vật có hoa trong họ Malpighiaceae. Loài này được (Jacq.) A.Juss. mô tả khoa học đầu tiên năm 1843.